# Pacto de Ochagavía

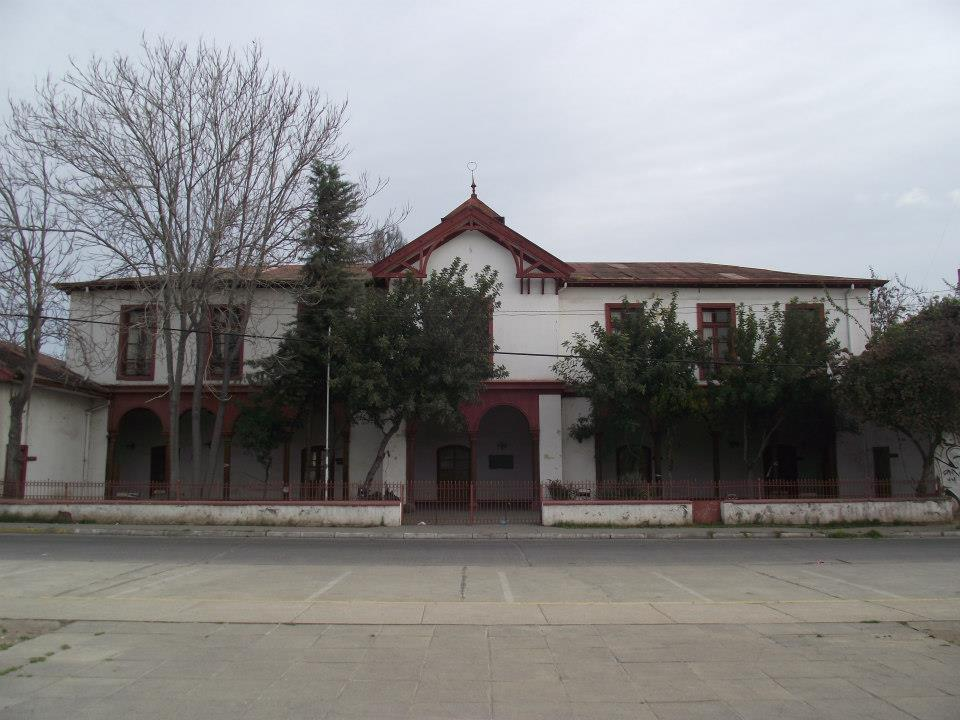
Casona patronal de la antigua Chacra Ochagavía, lugar escenario de la Acción de Ochagavía, como también del Pacto de Ochagavía.

El Pacto de Ochagavía es el nombre que recibe un acuerdo provisional realizado en la Chacra Ochagavía, en Chile, producido como consecuencia de la Acción de Ochagavía, buscando una solución a la crisis, en el contexto de la Guerra Civil de 1829-1830. No se conserva su redacción original, y se conoce por alusiones y sus efectos posteriores.

## Los Acuerdos
A las 6:30 a. m. del 16 de diciembre de 1829, se firma un Armisticio de 10 puntos por medio del Pacto de Ochagavía, en espera del tratado definitivo; por parte de los pipiolos signa el general Francisco de la Lastra, y por parte pelucona el general José Joaquín Prieto Vial; en el Pacto se acuerda:
- La suspensión de las actividades militares;
- El nombramiento del general Freire, que recibe la Jefatura de Gobierno y el mando del Ejército;
- La no remoción de sus puestos ni reconvención de los militares de ambos bandos por sus ideas políticas previas;
- La formación de una Junta de Gobierno Provisional, integrada por José Tomás Ovalle Bezanilla, Isidoro Errázuriz y José María Guzmán, opositores a Freire;
- La convocatoria de un nuevo Congreso Plenipotenciario, que debería:

** Realizar un juicio de infracción de la Constitución de los acontecimientos desde el Congreso anterior,
** Reformar la Ley Electoral,
** Convocar un Congreso Parlamentario en sustitución del anterior, si su actuación hubiera resultado inconstitucional,
** Nombrar un Ejecutivo provisional que reemplazara a la Junta de Gobierno Provisional.

## El fracaso del Pacto de Ochagavía. Hacia laBatalla de Lircay
En enero de 1830, el Congreso Plenipotenciario nombra una Junta dominada por Diego Portales y Prieto, tras unas elecciones (manipuladas por los pelucones).
La situación no se arregla, y el 17 de febrero de 1830, la Junta depone a Freire y nombra Jefe del Ejército al general O'Higginista José Joaquín Prieto al que había derrotado en Ochagavía.
A continuación, se designa Presidente a Francisco Ruiz-Tagle Portales, cabecilla estanquero, y como Vicepresidene a Ovalle, todo lo cual no es admitido por Freire, que se subleva.